# 莫鲁雷东杜
莫鲁雷东杜是巴西南大河州的一个市镇。总面积244.643平方公里，总人口6199人，人口密度25.3人/平方公里。